# ئی‌ام‌دی بی‌ال۲
ئی‌ام‌دی بی‌ال۲ (انگلیسی: EMD BL2) یک لوکوموتیو دیزلی ساخت شرکت الکترو-موتیو دیویژن بوده است.
این لوکوموتیو که مابین سال‌های ۱۹۴۷ تا ۱۹۴۹ تولید می‌شده دارای ۱۶ سیلندر و ۱۵۰۰ اسب بخار توان خروجی بوده است.